# Dziechciarze
Dziechciarze – część miasta Poręba, w Polsce położona w województwie śląskim, w powiecie zawierciańskim. Centrum Dziechciarze to obecna ulica Do Przemszy. Do 1956 samodzielna miejscowość, posiadająca w latach 1933–54 własną administrację gromadzką.
Dziechciarze leżą w zachodniej części miasta, w widłach ulic Niweckiej (na Niwki) i Głównej (na Krawce), w ten sposób łącząc Niwki i Krawce z Krzemendą (w kierunku zachodnim) i z centrum Poręby (w kierunku wschodnim).

## Historia
Dziechciarze to dawna wieś, od 1867 w gminie Poręba Mrzygłodzka. W latach 1867–1926 należały do powiatu będzińskiego, a od 1927 do zawierciańskiego. W II RP przynależała do woj. kieleckiego. 31 października 1933 gminę Poręba Mrzygłodzka podzielono na dziewięć gromad. Wieś Dziechciarze utworzyła gromadę o nazwie Dziechciarze w gminie Poręba Mrzygłodzka.
Podczas II wojny światowej włączone do III Rzeszy. Po wojnie gmina przez bardzo krótki czas zachowała przynależność administracyjną, lecz już 18 sierpnia 1945 roku została wraz z całym powiatem zawierciańskim przyłączone do woj. śląskiego.
W związku z reformą znoszącą gminy jesienią 1954 roku, dotychczasowe gromady Dziechciarze, Krzemienda, Krawce i Poręba I ustanowiły nową gromadę Poręba I.
Gromadę Poręba I zniesiono 1 stycznia 1957, w związku z nadaniem jej statusu osiedla, przez co Dziechciarze utraciły swoją samodzielność. Osiedlu Poręba I rok później (1 stycznia 1958) – po przyłączeniu do niego obszaru zniesionej gromady Poręba II – zmieniono nazwę na Poręba.
1 stycznia 1973 osiedle Poręba otrzymało status miasta, w związku z czym Dziechciarze stały się obszarem miejskim. 27 maja 1975 całą Porębę włączono do Zawiercia, lokując Dziechciarze skrajnie peryferyjnie względem centrum nowego miasta. 1 października 1982 Poręba odzyskała samodzielność, a Dziechciarze stały się ponownie jej częścią.